# Eupelmus dryophantae
Eupelmus dryophantae är en stekelart som beskrevs av William Harris Ashmead 1886. Eupelmus dryophantae ingår i släktet Eupelmus och familjen hoppglanssteklar. Inga underarter finns listade i Catalogue of Life.